# Honessita
L'honessita és un mineral de la classe dels sulfats, que pertany al grup de la woodwardita. Anomenat l'any 1956 per Allen V. Heyl, Charles Milton i Joseph M. Axelrod en honor d'Arthur Pharaoh Honess (Ohio, 10 d'agost de 1887 - Pennsilvània, 17 de desembre de 1942), professor de mineralogia a l'Escola d'Indústries Minerals del col·legi de l'estat de Pennsilvània.

## Classificació
L'honessita es troba classificada en el grup 7.DD.35 segons la classificació de Nickel-Strunz (7 per a sulfats (selenats, tel·lurats, cromats, molibdats, wolframats); D per a sulfats (selenats, etc.) amb anions addicionals, amb H₂O; i D per a només amb cations de mida mitjana, capes d'octaedres d'ús compartit; el nombre 35 correspon a la posició del mineral dins del grup). En la classificació de Dana el mineral es troba al grup 31.10.6.1 (31 per a sulfats hidratats que contenen grup hidroxil o halogen i 10 per a divers; 6 i 1 corresponen a la posició del mineral dins del grup).

## Característiques
L'honessita és un sulfat de fórmula química (Ni1-xFex3+)(OH)₂[SO₄]x/2·nH₂O. Cristal·litza en el sistema trigonal. La seva duresa a l'escala de Mohs és 1 a 1,5.

## Formació i jaciments
S'ha descrit a Brasil, Alemanya, Grècia, Rússia, al Regne Unit i als EUA. Sovint es troba derivat de l'oxidació de mil·lerita i altres sulfurs de níquel primaris. Als territoris de parla catalana ha estat descrita a la mina Eugenia (Bellmunt del Priorat, Priorat).